# Josef Bürckel
Josef Bürckel (Lingenfeld, 30 marzo 1895 – Neustadt an der Weinstraße, 28 settembre 1944) è stato un politico tedesco.

## Biografia
Prese parte alla prima guerra mondiale, e successivamente divenne insegnante, abbandonando la professione nel 1926 per svolgere l'incarico di Gauleiter della regione del Reno-Palatinato.
Fu eletto nel Reichstag nel 1930, come rappresentante della regione della Saar; in seguito al plebiscito del 1935, divenne commissario del Reich della regione. Nominato Gauleiter di Vienna in seguito all'Anschluss, nel 1938 fu designato Reichskommissar dell'Austria, svolgendo una funzione ambigua, in un primo momento tentando di limitare i soprusi e le ruberie contro gli ebrei e sottoponendo a inchieste e processi anche dirigenti nazisti di primo piano, successivamente a partire dal 1939 agevolando le deportazioni di massa.
Trasferito all'incarico di Reichskommissar del Reno-Palatinato, fu responsabile della deportazione di oltre 6500 ebrei. Fisicamente sfiancato da polmonite, insufficienza venosa e problemi gastrici e mentalmente provato dagli esiti della guerra, si suicidò nel 1944.